# هیل هارپر
هیل هارپر (انگلیسی: Hill Harper؛ زادهٔ ۱۷ مهٔ ۱۹۶۶) یک هنرپیشه اهل ایالات متحده آمریکا است. وی از سال ۱۹۹۳ میلادی تاکنون مشغول فعالیت بوده‌است و از برجسته‌ترین آثار او می‌توان به امور پنهانی، او بازی را برد، دکتر خوب، مامان، من می‌خواهم آواز بخوانم!، در عمق زیاد، قطعات در هر میلیارد، کیفیت بالاتر و همه نگاه‌ها به من اشاره کرد.